# Володар Баллантре (фільм 1984)
Володар Баллантре (англ. The Master of Ballantrae) – телесеріал англійського режисера Дугласа Гікокса, знятий за мотивами однойменного роману шотландського письменника Роберта Луїса Стівенсона. Прем’єра фільму відбулася 31 січня 1984 року.

## Сюжет
Фільм починається із прибуття до Шотландії у 1745 році принца Чарльза, який очолює повстання проти англійського короля Георга ІІ. 
Лорд Деррісдір, володар маєтку Баллантре,  задля збереження статусу родини, вирішує, що один з його синів підтримає повстання, інший – залишиться лояльним до влади. Джеймс, старший син, який мав успадкувати титул володаря Баллантре, приєднується до повстанців, молодший, Генрі, залишається із лордом та близькою родичкою Елісон Грем, нареченою Джеймса, у маєтку.
Повстання зазнає невдачі та до Деррісдіра доходять чутки про загибель Джеймса. Генрі стає спадкоємцем та, в інтересах родини, одружується на нареченій Джеймса.
Проте у 1749 році із повідомлення полковника Берка, товариша Джеймса, стає відомим, що він живий та знаходиться у Франції. Також, відомо, що після поразки повстання, Джеймс перебував в Америці, де до кращих часів залишив належний йому скарб. Але це не заважає йому вимагати у Генрі гроші, які він і отримує протягом певного часу. 
Через низку обставин Джеймс повертається у родовий маєток, де поводить себе зухвало по відношенні до брата, постійно провокує його  і врешті-решт сходиться з ним на дуелі та отримує важке поранення. Врятуватися йому вдається тільки завдяки попередній домовленості із контрабандистами, які забирають непритомного Джеймса з місця дуелі. 
В подальшому він вирушає до Ост-Індії і знов повертається до Шотландії через декілька років. Не бажаючи перебувати поруч із ним та намагаючись уникнути нових конфліктів, Генрі, на той час лорд Деррісдір, залишає оселю під наглядом Маккеллара, а сам із родиною від’їздить до Нью-Йорка, де у дружини є родовий маєток. Але Джеймс також вирушає до Америки, сподіваючись помститися братові та забрати раніше захований скарб.
Під час пошуків скарбу він гине, а Генрі із дружиною та сином повертаються до Шотландії.

## Сприйняття
Видання «The New York Times» у своїй публікації відмічає, що «Історія Р.Л. Стівенсона… була розкішно поставлена на телебаченні…» та звертає окрему увагу на чудовий акторський склад.
Провідний британський кінокритик Дерек Віннерт відзначив серіал як «добре спродюсований та з вінтажним акторським складом».

## Номінації
Фільм був представлений до нагороди премією Еммі у трьох категоріях:
- Найкращий актор другого плану;

- Найкращий дизайн костюмів;

- Найкраще художнє керівництво[4].